# Théâtre national croate de Split
Pour les articles homonymes, voir HNK.
Le Théâtre national croate de Split (en croate : Hrvatsko Narodno Kazalište - HNK u Splitu) est situé dans la ville de Split en Croatie. Il a été fondé en 1893.
Le théâtre est situé sur la place Gaje Bulat à Split.
Le Théâtre national croate de Split est membre de la European Theatre Convention depuis 1999.

## Référence
- (de) Cet article est partiellement ou en totalité issu de l’article de Wikipédia en allemand intitulé « Kroatisches Nationaltheater in Split » (voir la liste des auteurs).